# Godesburg (Schiff)
Die Godesburg ist ein Ausflugsschiff, das im Auftrag der Köln-Düsseldorfer Deutsche Rheinschiffahrt GmbH betrieben wird. Sie wird vorwiegend im Plandienst auf dem Mittelrhein zwischen Koblenz und Mainz eingesetzt. In der Hauptsaison bedient sie täglich die Strecke von Mainz bis St. Goarshausen, in der Vor- und Nachsaison ist sie in Rüdesheim stationiert. Zwischen Oktober und April liegt sie in Mainz auf und wird am Wochenende für Sonderfahrten eingesetzt. 

## Geschichte

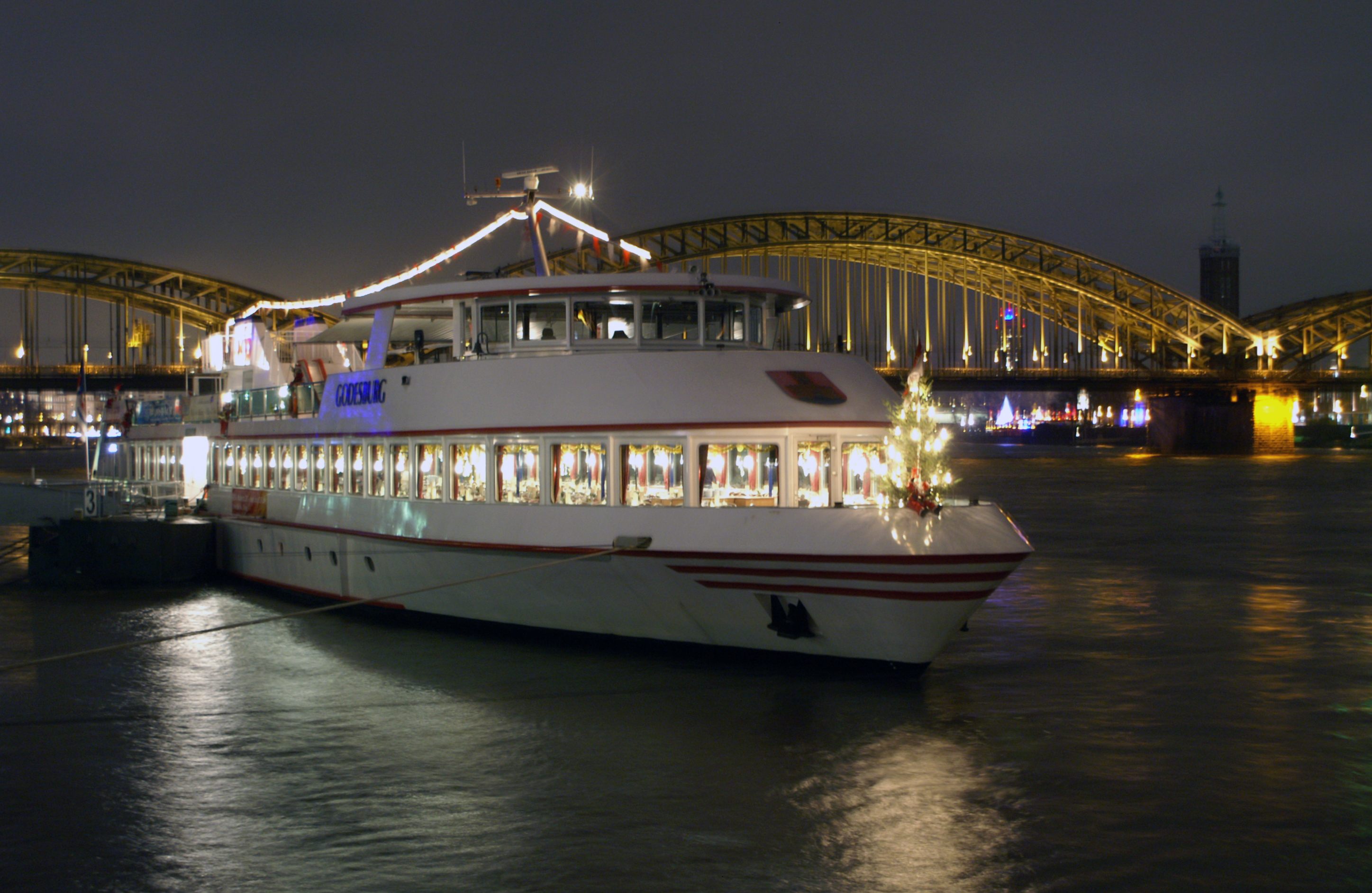
Abends am Anleger Köln

Das Fahrgastschiff wurde im Jahr 1994 durch die De Hoop-Werft in Rijnwaarden unter der Baunummer 361 gebaut. Die Kiellegung erfolgte im Februar 1994, der Stapellauf am 28. Mai desselben Jahres. Die Werft lieferte das Schiff am 8. Juni 1994 aus, neun Tage später taufte Karin Clement, die damalige Ehefrau von Wolfgang Clement, in Bonn das Schiff auf den Namen des Bad Godesberger Wahrzeichens, der Godesburg. Die Baukosten betrugen 6 Mio. D-Mark. Anschließend übernahm sie Ausflugsfahrten im Plandienst zwischen Köln und Mainz. Bei einem Werftaufenthalt im März 1995 erhielt sie eine Klimaanlage. 2003 wurden die beiden schon beim Bau des Schiffes gebrauchten Deutz-Dieselmotoren gegen zwei fabrikneue Mitsubishi-Motoren ausgetauscht. Im Dezember 2008 wurde das Schiff an die hundertprozentige Unternehmenstochter KD Europe S.à r.l in Luxemburg verkauft und anschließend im Januar 2009 in Valletta auf Malta registriert. Da die Schiffe der Köln-Düsseldorfer ihren Heimathafen mangels Hochsee-Tauglichkeit nicht erreichen können, werden sie im Niehler Hafen in Köln gewartet.

## Ausstattung

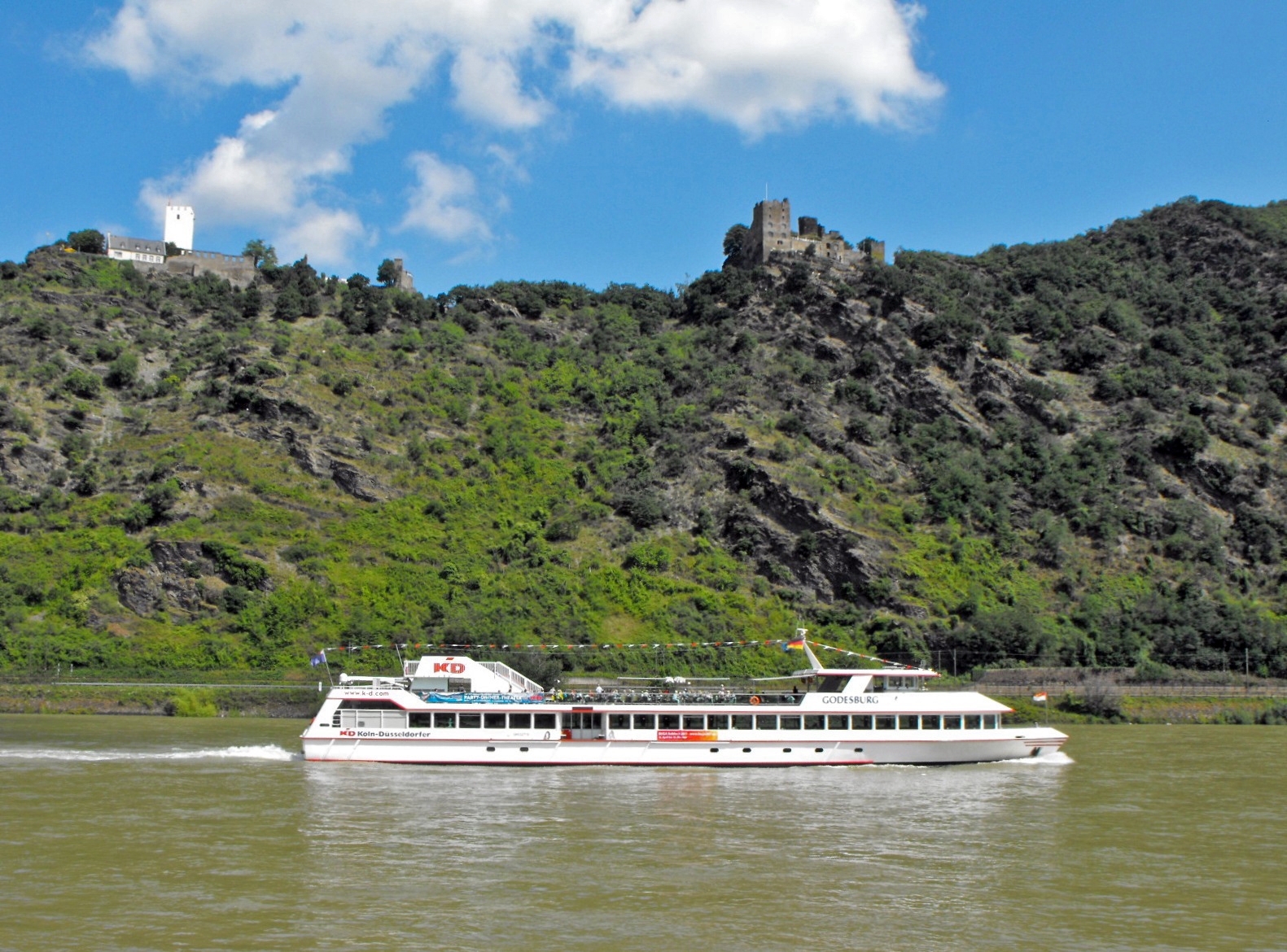
Die Godesburg passiert die „Feindlichen Brüder“

Die Godesburg ist ein Dreideck-Fahrgastschiff mit einem Salon im geschlossenen Hauptdeck. Die Nutzfläche des Schiffes beträgt zirka 560 m², die Deckenhöhe 2,40 m. Im Unterdeck liegen hinter dem Bugpropellerraum die Trinkwasser- und Fakalientanks, anschließend 11 Personalkabinen. Ab dem Mittelschiff wurden die Toilettenanlagen, eine Garderobe, die Bordküche und mehrere Kühl- und Lagerräume eingerichtet. Im Hauptdeck befindet sich vorne ein großer Speisesaal für 348 Fahrgäste. Im Anschluss an die im hinteren Mittelschiff gelegene Eingangshalle, in der ein Informations-Schalter eingerichtet wurde, liegt die Schiffsbar mit 34 Sitzplätzen. Auf dem für 230 Personen ausgelegten Freideck wurde achtern rund um die beiden Schornsteinattrappen ein Kinderspielplatz mit zwei Rutschbahnen angelegt. Alle Decks sind über Treppenlifte auch für Rollstuhlfahrer erreichbar. Die Godesburg ist für maximal 600 Fahrgäste zugelassen.

## Technik
Die Godesburg  wird  über zwei 6-Zylinder-Schiffsdieselmotoren von Mitsubishi, Typ S6A3-MPTA à 360 kW über zwei Ruderpropeller von Aquamaster-Bauma, Typ US381 angetrieben. Das Bugstrahlruder des niederländischen Herstellers De Gerlien-van Tiem verfügt über einen 235 kW starken DAF-Antrieb. Das Schiff ist 65,80 m lang, 11,40 m breit und 7,10 m hoch. Der Tiefgang wird mit maximal 1,30 m angegeben.